# Johnny Gorman
Rory John McCaughan Gorman – detto Johnny – (Sheffield, 26 ottobre 1992) è un ex calciatore nordirlandese, di ruolo centrocampista.